# Château de Paluel
Ne doit pas être confondu avec Château de Janville.
Le château de Paluel est un édifice du XVe siècle situé à Saint-Vincent-le-Paluel, dans le Périgord noir, dans le sud-est du département de la Dordogne. Situé sur un promontoire dans le vallon de Sainte-Nathalène, dominant le ruisseau Énéa, à deux kilomètres en aval du bourg, il est inscrit depuis 1927 à l'Inventaire supplémentaire des monuments historiques. 

## Historique

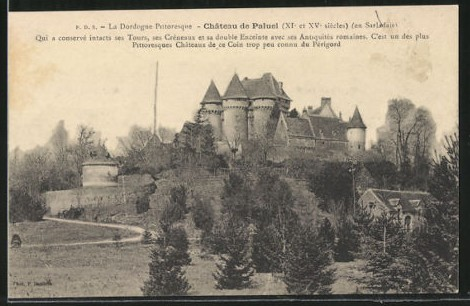
Le château de Paluel vers la fin du XIX, sur une carte postale.

Au milieu du XVe siècle, un bâtard de la famille de Gimel hérita de la seigneurie de Paluel. Il est à l'origine ainsi que ses descendants de la construction du château
En 1600, le château passe à la famille de Durfort. Il est acheté plus tard en 1701 par Antoine d'Aymeric alors que le château est abandonné depuis près d'un siècle. Ses descendants le possèdent encore au début du  XIXe siècle .
Au début du XXe siècle, le prince Louis de Croÿ achète le château de Paluel ainsi que le château de Commarque, entièrement en ruine, pour s'en servir comme carrière de pierres pour rénover Paluel. À l'époque, « sans protection étatique ce genre de dérive était tout à fait possible ». Il restaure cependant Paluel et l'adjoint d'une aile d'aspect néo-gothique ou Renaissance.
Par arrêté du 5 novembre 1927, le château est inscrit à l'Inventaire supplémentaire des monuments historiques. Quelques plans du film muet Le Capitaine Fracasse avec Pierre Blanchar sont tournés au château en 1928.
Dans les années 1930, le prince de Croÿ autorise la Cagoule, un groupe terroriste d'extrême droite, à entreposer un stock d'armes dans les souterrains du château. 
Lors la Seconde Guerre mondiale, en 1942, quand les Allemands envahissent la zone libre (la partie de la France située au sud de la ligne de démarcation, jusqu'alors inoccupée par les forces allemandes) pour occuper l'intégralité  du territoire français, le prince, s'inquiétant de cet arsenal, se rend auprès du juge de Sarlat pour avouer l'existence du stock d'armes. Les armes, « transférées dans le tribunal, finiront par servir la Résistance ».
L'édifice reste en bon état jusqu'à la fin de guerre. Il est incendié le 28 juin 1944 par la colonne Wilde ; au bas du château, elle rencontre un jeune résistant armé et l'abat. Une stèle au bas du château commémore cet évènement. En ruine, le château n'est pas restauré et la végétation prend alors le dessus. La demeure — du moins ses ruines — appartient ensuite au professeur Jean Lassner, pionnier de l'anesthésie. 
En 1968, le château sert de cadre au tournage du film Le Tatoué de Denys de La Patellière, avec Louis de Funès jouant le rôle d'un marchand d'art et Jean Gabin, celui d'un comte et châtelain désargenté qui en échange de son tatouage de Modigliani demande la rénovation du château. Les équipes de décoration posent de fausses fenêtres et portes dans les ouvertures de la façade pour donner l'illusion que le château n'est pas totalement en ruine, alors qu'il ne reste quasiment plus rien derrière cette façade,. Le personnage de Jean Gabin explique l'état de ruines par le fait que son château « a brûlé quatre fois, la dernière en '44 », ce qui peut faire écho au véritable incendie déclenché par l'occupant allemand.
En 1980, le cadavre d'un trafiquant de drogue bordelais est retrouvé au fond du puits.
En 1998, deux scènes du film américain À tout jamais, une histoire de Cendrillon avec Drew Barrymore sont tournées dans la grand'salle et le corps de logis. La tempête de 1999 fragilise encore l'édifice.
À la mort de Jean Lassner en juillet 2007 à Saint-Vincent-le-Paluel, ses quatre enfants mettent en vente la propriété. En 2010, le site est complètement nettoyé par Kevin Cartledge, le nouveau propriétaire britannique : le château retrouve une vue plus dégagée autour de lui et devient susceptible de servir de base pour une restauration. Toutefois, le propriétaire n'arrive plus à payer ses dettes et met le château aux enchères en septembre 2017. Sa mise à prix est de 250 000 euros. L’association « Adopte un château », qui œuvre pour la restauration du patrimoine en péril, se fixe pour objectif de collecter la somme de 500 000 euros pour racheter et rénover l’édifice, en réunissant 10 000 donateurs qui deviendraient copropriétaires,. Cependant, la somme réunie est insuffisante et le 21 septembre 2017, lors de la vente aux enchères à Bergerac, le château est finalement adjugé à Étienne Cluzel, un restaurateur de 31 ans originaire de la Dordogne (déjà propriétaire du château de Sirey à Prats-de-Carlux), pour la somme de 853 000 euros. Une société luxembourgeoise a surenchéri de 10 % lors du délai légal de dix jours qui a suivi la vente. Le 21 décembre 2017, le juge de l'exécution de Bergerac a estimé cette surenchère irrecevable.
Étienne Cluzel a commencé la sauvegarde de certaines parties du château et envisage d'en remonter le donjon du XIIe siècle, écroulé en grande partie.
En 2022, le château ouvre au public de juillet à septembre.

## Architecture
En 1927, année de son inscription, la description du château de Paluel par les monuments historiques est la suivante : 

« Le château se compose d'un corps de logis flanqué de deux tours d'angle de part et d'autre de la tour d'escalier placée au centre du logis. Derrière ce bâtiment, et relié à lui par un étroit passage, un donjon rectangulaire du XIIe siècle complète l'ensemble. Des mâchicoulis couronnent les tours et le corps de logis. Le donjon a conservé ses mâchicoulis de bois avec remplissage de torchis. Le château est entouré d'une enceinte de courtines. »

#### À propos du château
- Jean-Jacques Tournaud, « Le château du Paluel (Saint-Vincent-le-Paluel) : approche architecturale », Bulletin de la Société historique et archéologique du Périgord, vol. 133, no 4,‎ 2006, p. 461-496 (ISSN 1141-135X, lire en ligne, consulté le 20 juin 2016)
- Jean-Jacques Tournaud, « Le château du Paluel (Saint-Vincent-le-Paluel) : les propriétaires », Bulletin de la Société historique et archéologique du Périgord, vol. 134, no 2,‎ 2007, p. 269-300 (ISSN 1141-135X, lire en ligne)
- Jean-Jacques Tournaud, « Le château du Paluel (Saint-Vincent-le-Paluel) au cinéma », Bulletin de la Société historique et archéologique du Périgord, vol. 134, no 3,‎ 2007, p. 439-444 (ISSN 1141-135X, lire en ligne)

#### À propos de ses propriétaires
- Jacques Grimbert, « Le patrimoine foncier du prince de Croÿ (1889-1931) en Périgord Noir », Art et Histoire en Périgord Noir, Société d'Art et d'Histoire de Sarlat et du Périgord Noir, no 146,‎ 2016, p. 98-122 (lire en ligne).
- Gilles Delluc, « Le Pr Jean Lassner (1913-2007). De Vienne à Saint-Pierre et Miquelon, de Cochin à Saint-Vincent-le-Paluel », Art et Histoire en Périgord noir, Société d'Art et d'Histoire de Sarlat et du Périgord Noir, no 149,‎ 2017, p. 70-80 (lire en ligne) — Article précédemment paru dans L’Internat de Paris, no 85, p. 25-35.